# Uniforme de la selección de fútbol de Austria

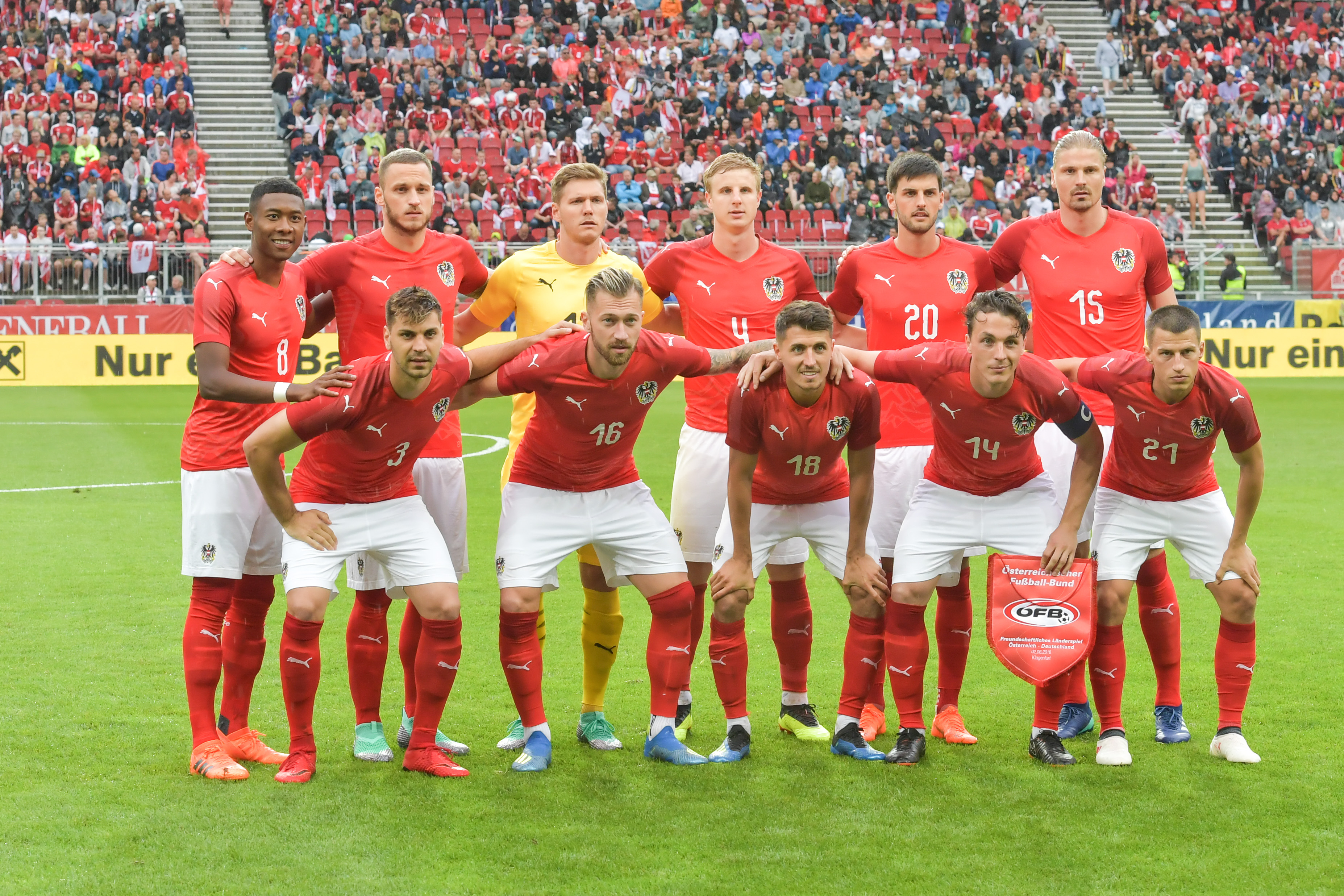
Austria en un partido amistoso ante Alemania en 2018

El uniforme de la selección de fútbol de Austria solía ser similar al de la selección alemana, y era camiseta blanca, pantalón negro y medias negras (los alemanes los llevan blancos). Con el fin de distinguirse, en el año 2004 el entrenador Hans Krankl cambió a la equipación visitante y viceversa, que tienen la misma combinación de colores que la bandera de Austria, rojo-blanco-rojo. Para distinguirse de Alemania, los austriacos habían utilizado un kit visitante íntegramente negro, pero a partir de 2010 la camisa blanca y pantalón negro se utiliza como segunda equipación.

## Colores

Escudo de armas de Austria

Austria jugó su primer partido en 1902, en este Austria utilizó una camiseta blanca, pantalones cortos negros y medias negras. Estos colores, el blanco y el negro, fueron oficializados por la Federación de Fútbol de Austria en 1908. Con estos colores, similares a los de la Alemania permaneció durante un siglo. En el Mundial de 1934, Austria se enfrentó a Alemania en la pequeña final en Nápoles, los dos equipos se presentaron con los mismos colores, Austria tuvo que usar la camisa azul de SSC Nápoles para el partido.·
En 2002, el nuevo entrenador Johann Krankl solicitó un cambio de color de la camiseta austriaca, el cual se comenzó a utilizar en 2004, la camiseta de local ahora es roja.· Esta elección fue controvertida, puesto que el color se eligió sobre la base de la Bandera de Austria, el cual se usó alguna vez para el uniforme visitante. Entre 2006 y 2010, la combinación de blanco y negro se utilizó solo como tercera camiseta y la camiseta de visitante era negra y roja. Desde 2010, el conjunto se compone de una camiseta blanca, pantalones cortos y medias negras.
La camiseta de Austria ha sido suministrada por Puma desde 1976, el contrato se renovó en 2018. En la camiseta actual, el logotipo del fabricante del equipo está en el lado izquierdo y el Escudo de armas de Austria, con el águila de la Archiduquía de Austria al lado derecho.·

## Evolución cronológica

### Titular
| 1934 | 1978 | Local 1982 | Local 1990 | Local 1994 | Local 1996 | Local 1998 |  | Local 2000 |  | Local 2002 |

| Local 2004 | Local 2006 | Local 2008 |  | Local 2010 | Local 2012 | Local 2014 | Local 2016-17 | Local 2018-19 | 2020 - 2022 |

| Local 2022 - 2023 | 2024 - Actual |

### Alternativo
| Visita 1978 | Visita 1982 | Visita 1990 | Visita 1998 | Visita 2000 |  | Visita 2002 |  | Visita 2004 |  | Visita 2006 | Visita 2008 |

| Visita 2010 | Visita 2012 |  | Visita 2014 | Visita 2016-17 | Visita 2018-19 | Visita 2020 - 2021 | Visita 2021 - 2022 | Visita 2022 - 2023 | Visita 2024 - Actual |

## Proveedores

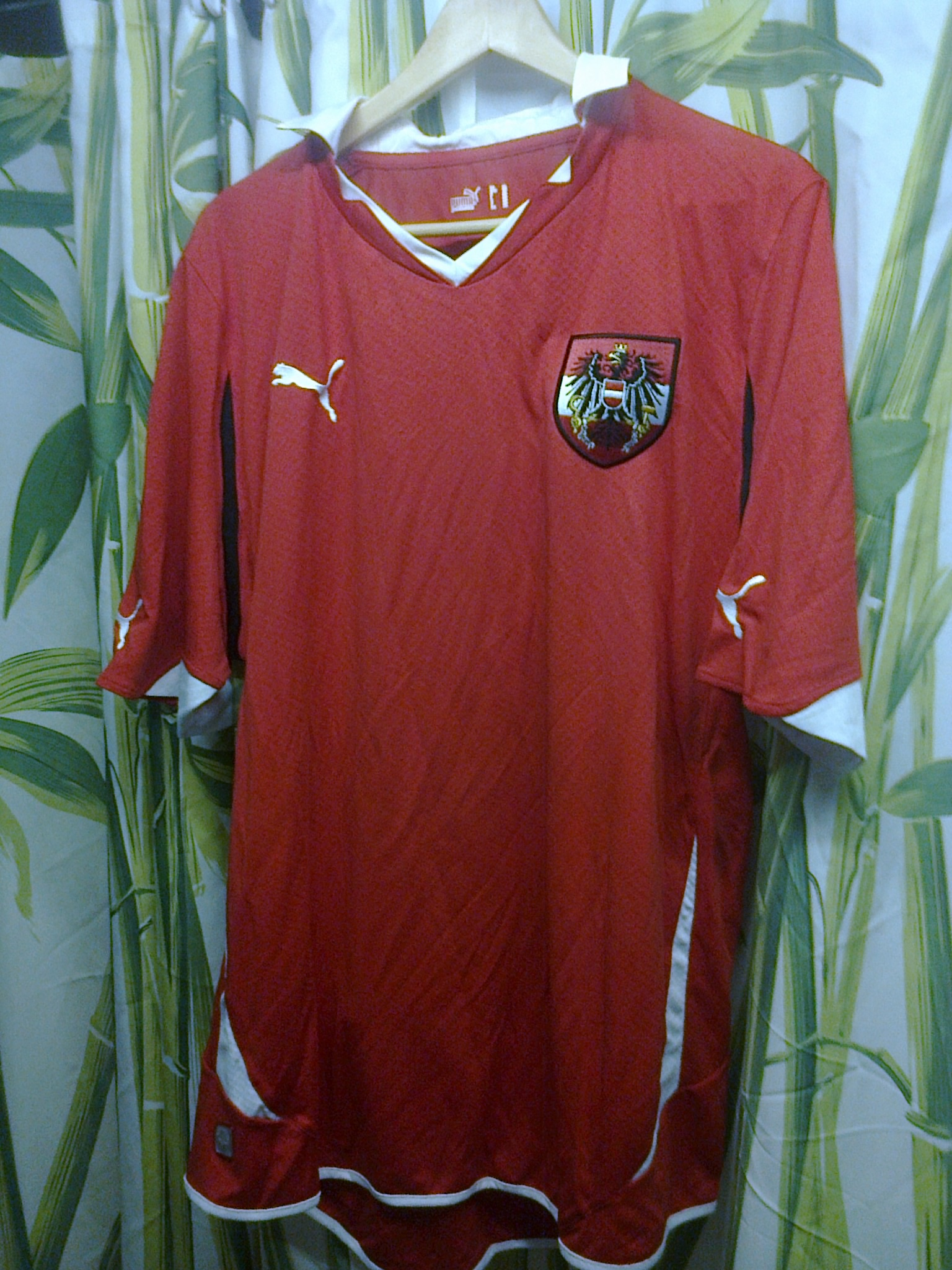
Camiseta local usada en las Eliminatorias de la Eurocopa 2012

| Período   | Proveedor                | Logotipo |
| --------- | ------------------------ | -------- |
| 1958-1975 | WIW Sporttrikotagen Wien |          |
| 1976-     | Puma                     |          |